# Bildo Akademie für Kunst und Medien
Die bildo Akademie für Kunst und Medien (1988–1999) war eine private Kunsthochschule in Berlin. Sie wurde 1987 von den Künstlern Anna Elisa Heine und Thomas Born  unter der Mitarbeit von Jochen Lingnau gegründet.

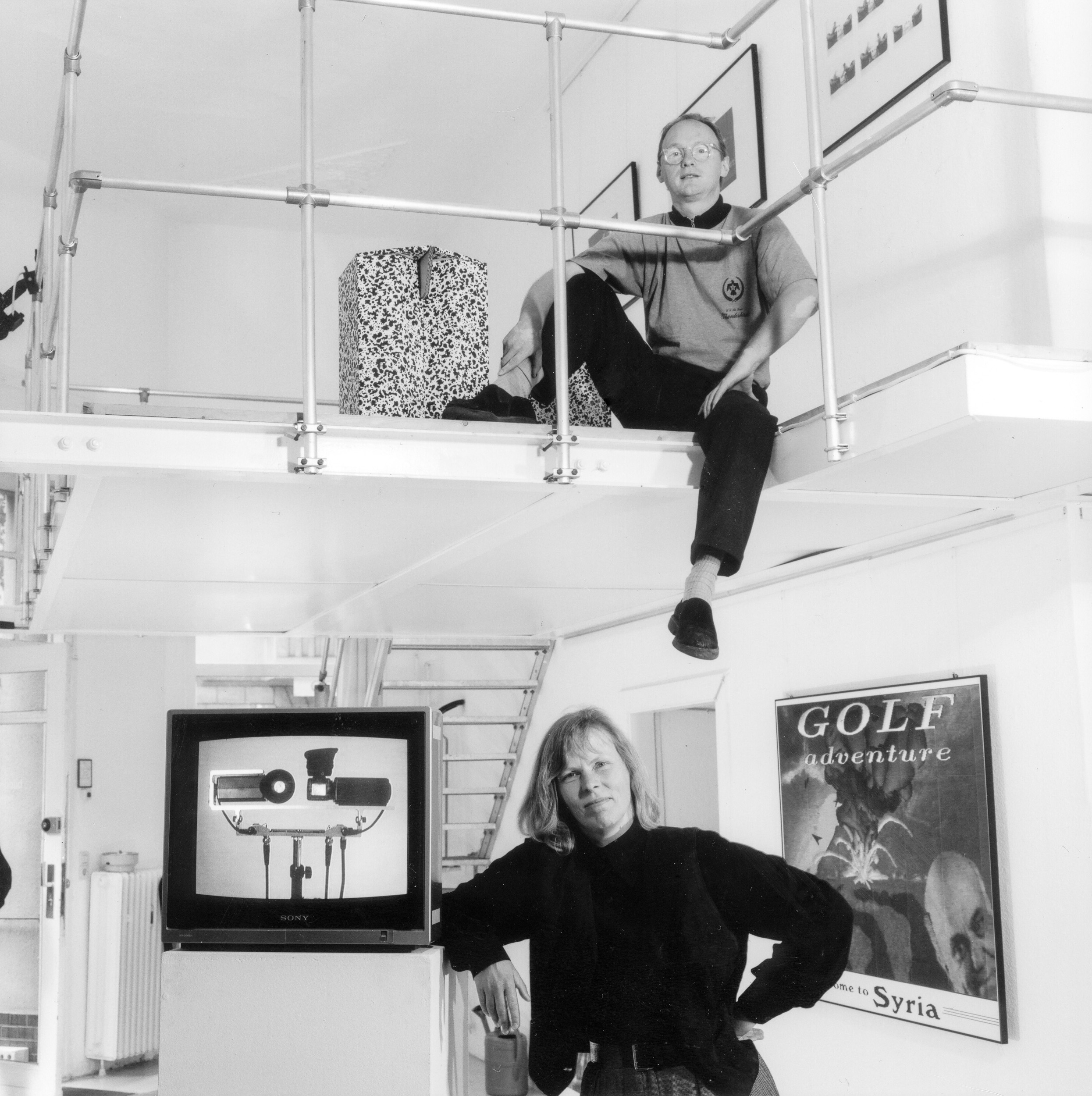
Die Gründer, Anna Heine und Thomas Born in den Räumen der Akademie

## Geschichte
In den 1980er Jahren kamen die im alltäglichen Konsum schon sehr präsenten technischen Bildmedien wie Fotografie, Video und Computer auch als Ausdrucksformen in den künstlerischen Diskurs. Die sich dadurch schnell verändernde Bildästhetik wurde zu dieser Zeit in den traditionellen Kunsthochschulen noch lange nicht thematisiert oder als Studienfach angeboten. Es war also notwendig, für die sich rasant ändernden Bildtechnologien im Kontext der damit verbundenen gesellschaftlichen Veränderungen neue Lehrkonzepte zu entwickeln.

## Grundgedanke
Born und Heine konzipierten eine auf die „neuen Medien“ abgestimmte mediale Grundlehre, die auf deren Eigengesetzlichkeiten, Materialität und ästhetischen Erscheinungsformen basierte. Das Lehrkonzept war ganzheitlich angelegt und beinhaltete, einzigartig in einem Kunststudium, neben dem Fach Programmieren auch ein regelmäßiges Kung Fu Training. Die Grundlehre gliederte sich im Wesentlichen in die Fachgebiete Mediengestaltung, Medienpraxis, Medientheorie/-geschichte, Kung Fu/Transformation und Programmierung. Die damals neuen Fachtermini wie Medienkunst, Mediendesign, Mediengestaltung und das Technische Bild wurden durch das bildo Studienkonzept maßgeblich geprägt. 

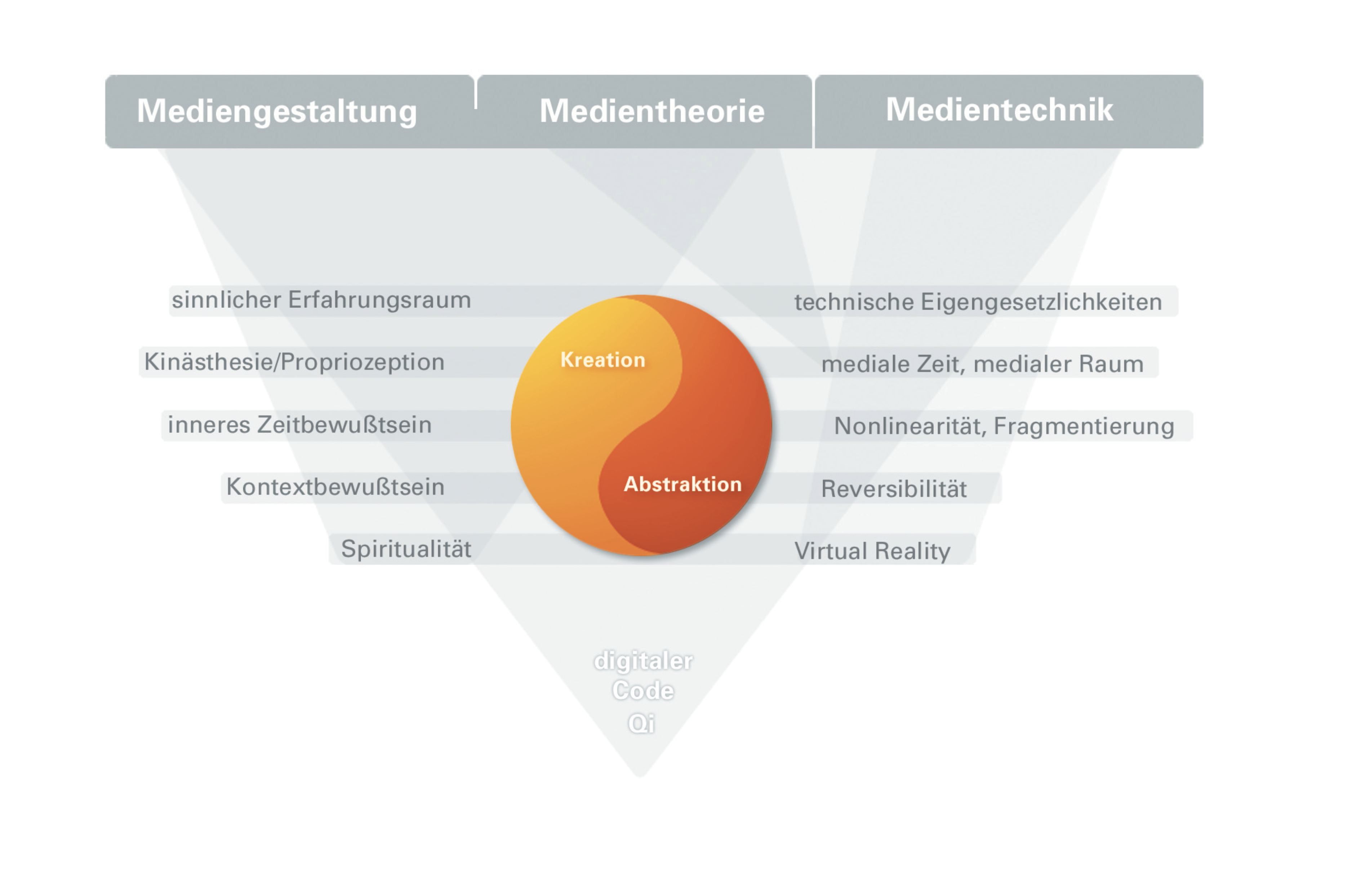
Schematische Darstellung des Lehrkonzepts der bildo Akademie für Kunst und Medien

Eine weitere Besonderheit war, dass die bildo Akademie als kleine elitäre Forschungs- und Lehreinrichtung gegründet wurde, um dem Konsum, der Ökonomisierung und Maßlosigkeit, die die Zeit prägten, etwas entgegenzusetzen (consumer reset). In der Dekade des Lehrbetriebs haben etwa 100 Studierende in der bildo Akademie studiert.
Statement der Gründer zum bildo-Konzept (1989):
1. „Die bildo akademie unternimmt als erste und bisher einzige Einrichtung dieser Art den Versuch, vom Design der Bilder den Weg zum Design der Ideen, des Denkens zu beschreiten. Der zunehmenden Immaterialität begegnet bildo mit dem Konzept des bildwerdenden Denkens.
2. Die Basis-Ausbildung wurde von einem Künstlerteam in Kooperation mit Wissenschaftlern im Laufe von zehn Jahren interdisziplinär entwickelt und zuvor in Weiterbildungslehrgängen erprobt.
3. Technik und Kunst, Kunst und Wissenschaft, Theorie und Praxis, Statik und Bewegung, Geschichte und Modernität gelten bei bildo als im Verhältnis stehende, zusammenwirkende Qualitäten.
4. bildo benennt und benutzt Prinzipien, um sie zu überschreiten. In keiner bildo Arbeit findet sich nur ein einziges Prinzip. Das Bild, die Idee steht hier nicht für das große Original, das mittlerweile von der verlustfreien technischen Reproduzierbarkeit überholt wurde, für die geniale Höchstleistung, die künstlerische Eitelkeit, sondern vor allem für den flexiblen Arbeitsprozess, die Offenheit gegenüber Anderem, dem Neuen, selbstverständlich ohne das Eigene, den Ausgangspunkt zu verlieren.
5. bildo bildet nicht ab; bildo (er)findet.“

## Namensgebung
Der Name bildo entstand aus einer Kombination der Begriffe „Bild“ und „Foto“. Der so zusammengesetzte Name „bildo“ wurde umgangssprachlich schnell zu einer Wortmarke und stand nicht nur als Synonym für die Reflexion der „Neuen Medien“ sondern wurde auch ohne die Ergänzung ...Akademie für Kunst und Medien allein genutzt. (z. B. die bildo, bildostudenten etc.)

## Studienrichtungen
- Mediendesign (8–10 Semester)
- Medienkunst (8–10 Semester)
- Medienassistenz (4–6 Semester)

## Beirat
Die bildo Akademie wurde von einem Beirat begleitet. Die Mitglieder des Beirates waren:
- Floris M. Neusüss (1937–2020), Fotograf
- Dietmar Kamper (1936–2001), Philosoph, Schriftsteller, Soziologe
- Wulf Herzogenrath (* 1944), Kunsthistoriker, Kurator
- Michael Schirner (* 1941), Kommunikationsdesigner
- Lucy Hillebrand (1906–1997), Architektin
- Marie Christine Gräfin Wolff-Metternich

## Dozenten
An der bildo Akademie regelmäßig lehrende Dozenten waren:
- Matthias Behrens, Videotechnik
- Maja Binder, Konzeption und Bildprojekte
- Thomas Born, intermediale Projektarbeit, Fotografie, Video, Computeranimation
- Roman Franke, chemischen und physikalischen Grundlagen der Photographie
- Anna Elisa Heine, experimentelle Fotografie, Formen- und Farbenlehre, intermediale Projektarbeit, Multimedia-Konzeption
- Thomas Hermsdorf, Angewandte C-Programmierung
- Thomas Kemnitz, Medientechnik, Videoschnitt, Internetgestaltung, experimentelle Photographie
- Johannes Kimstedt, Farbenlehre, experimentelles Zeichnen
- Claudius Lazzeroni, Experimentelle Grundlagen gestalterischer Arbeitsmethoden
- Jochen Lingnau, Medien-, Design- und Informationstheorie
- Nikolai Luckow, Angewandte C-Programmierung
- Klaus Palm, Licht und Farbe
- Martin Potthoff, Fernsehtechnik und Studiotechnik
- Stefan Ram, Grundlagen der Datenverarbeitung, Informatik, C-Programmierung
- Hartmut Lierow, Kunst und Recht
- Thomas Seelig, Digitaler Ton
- Jens Staeder, Experimentelle Photographie
- Bambang Tanuwikarija, Kung Fu: Erfahrung im und mit Raum
- Hans Vegt, Typographische Gestaltung

## Gastdozenten
Gastdozenten und Vortragende waren u. a:
- Volker Anding
- Thomas Beutelschmidt
- Joachim Blank
- Hermann Bohlen
- Adam Boome
- Reinhart Büttner
- Frieder Butzmann
- Unsuk Chin
- Iris Dressler
- Wolfgang Ernst
- Jean-Luc Evard
- Harun Farocki
- Vilém Flusser
- Michael Glasmeier
- Ulrike Grossarth
- Alexander Hahn
- Folkmar Hein
- Wulf Herzogenrath
- Lucy Hillebrand
- Helmut Höge
- Dietmar Kamper
- Friedrich Kittler
- Gerd Kondla
- Andreas Kraft
- Thomas Kutschker
- Olaf Langmack
- Gerhard Johann Lischka
- Hanne Loreck
- Torsten Meiffert
- Michael Mohnhaupt
- Floris M. Neusüss
- Vito Oražem
- Thomas Til Radevagen
- Ekkehart Rautenstrauch
- Florian Rötzer
- Claudia Scherer
- Michael Schirner
- Gerhard Schumm
- Barbara Sichtermann
- Brian Reffin Smith
- Eku Wand
- Axel Wirths
- Angela Zumpe

## Ehemalige Studierende (u. a.)
Georgios Anastasiades, Ole Bader, Stefan Bohle, Katharina Britzke, Susanne Büchting, Hardy Engwer, Wolf Gresenz, Andrea Grosse-Leege, Hans Grunert, Harald Grünwald, Mina Hagedorn, Nicolas Hannecke, Monika Hübener, Dieter Jaufmann, Thomas Kemnitz, Josef Korkor, Claudius Lazzeroni, Jennifer Löbert, Nikolai Luckow, Sebastian Mayer, Werner Mayer, Michael Najjar, Dejan Patic, Frank Paul, Katja Rock, Lukas Schoener, Jens Staeder, Jochen Vestner, Philip von Ostau, Bernhard Wedig